# 巴塞卢什
巴塞卢什（葡萄牙語：Barcelos，發音：[bɐɾˈsɛluʃ] ⓘ）是葡萄牙布拉加区的城市和市镇。當地以巴塞盧什的公雞的民間傳說聞名。

## 友好城市
- 法國 维耶尔宗
- 西班牙 蓬特韦德拉
- 圣多明戈斯